# 溫格 (明尼蘇達州)
溫格（英語：Winger）是一個位於美國明尼蘇達州波爾克縣的城市。

## 人口
根據2020年美國人口普查的數據，溫格的面積為0.84平方千米，皆為陸地。當地共有人口174人，而人口密度為每平方千米207人。